# Scheune Am Brink 2
Die Scheune Am Brink 2 in der niedersächsischen Gemeinde Geestland, Ortsteil Ankelohe, im Landkreis Cuxhaven, stammt aus der ersten Hälfte des 18. Jahrhunderts.
Aktuell (2024) wird sie als Nebenanlage genutzt.
Das Gebäude steht unter Denkmalschutz (siehe auch Liste der Baudenkmale in Geestland).

## Beschreibung
Das Haufendorf Ankelohe, im 14. Jahrhundert erstmals erwähnt, liegt 1,5 km östlich von Bad Bederkesa auf einer Geestlinse.
Das eingeschossige giebelständige Gebäude als Hallenhaus (Innengerüst erhalten) auf Sockel aus Feldsteinen und Schwellbalken, in Fachwerk mit Stein- und gestakten Ausfachungen (originales Flechtwerk tlw. erhalten) sowie teils Verbretterung, mit reetgedecktem Walmdach und Querdurchfahrt, wurde 1730 (Inschrift) gebaut und der Ostgiebel später im flachen Anbau mit Pultdach verlängert.
Auf der Hofanlage stehen weitere nicht denkmalgeschützte Gebäude, auch mit Reetdächern.
Das Landesdenkmalamt befand u. a.: „… regionstypischer Scheunenbau …“